# Сарафан
Сарафан (рус. сарафан од перс.  сарапа, буквално „[од] главе до стопала“) је дуга, трапезоидна руска хаљина коју носе девојке и жене. Део је руске традиционалне народне ношње.
Традиционална руска ношња се састоји од равних, течних линија. Почетком 18. века, сарафан је постао најпопуларнији предмет женске одеће сељанки у северним и централним регионима Русије. Сарафани су се редовно носили све до дубоко у 20. век, а први пут се помињу у хроникама које датирају из 1376. године. Порекло израза Сарафан лежи у Персији. Стара Русија је посебно гајила у доба Велике московске кнежевине јаке везе са западном Азијом и југозападном Азијом и служила је и као посредник у трговини између европских земаља попут Шведске и азијских земаља попут Персије и данашње Турске. Сарафан је највероватније настао из ношње налик кафтану коју су у Русији носиле жене и мушкарци. Сарафани су постали најпопуларнији у централним и северним руским регионима. Кроз трговину са средњом Европом расли су квалитет и боја одеће.
Сарафани су првобитно имали ужи крој, али је одевни предмет постао шири и мање оцртавао тело под утицајем Руске православне цркве.
Након реформи Петра Великог, које су такође увеле разне западњачке или модернизоване културне стандарде у Русију (уз противљење), само су сељаци носили сарафане за свакодневну употребу, док су виши слојеви прешли на средњоевропску моду.
У многим областима некадашње Велике Московске кнежевине и данашње Јужне Русије поневску ношњу су носиле и жене. Данас се одећа најчешће виђа на руским фолклорним наступима и носи се на руске народне и верске празнике. Дизајнери из Русије, Белорусије и Украјине ребрендирају савремену варијанту сарафана са својим старим националним наслеђем за 21. век као летњу лагану хаљину са модерним дизајном која може бити део гардеробе данашње жене.

## Галерија
- Сарафан који се носи са кокошником за руски народни фестивал
- Једноставан црни сарафан из Белгородске области
- Етничка руска одећа
- Рускиње са трешчотком и руским кашикама у рукама. Две жене са десне стране носе сарафане.